# Битва при Килсайте
Битва при Килсайте (англ. Kilsyth; 15 августа 1645 г.) — крупнейшая победа армии роялистов, возглавляемой Джеймсом Грэмом, 1-м маркизом Монтрозом, над войсками парламента в ходе Гражданской войны в Шотландии.

## Военные действия перед сражением
Победа при Алфорде дала возможность роялистам Монтроза набрать значительное количество ополченцев в северо-восточной Шотландии. В результате их армия достигла численности более, чем 4 тысячи человек. Однако ковенантеры также усиленно наращивали военную мощь: были рекрутированы дополнительные подразделения, получены подкрепления из Англии, все разрозненные отряды объединены в единую армию под началом генерала Уильяма Бейли. Это позволило довести размер парламентских войск почти до 7 тысяч человек. В дополнение к этим силам граф Ланарк набрал в Клайдсайде еще одну армию численности около 1000 человек пехоты и 500 человек кавалерии. В начале августа 1645 г. Ланарк двинулся на соединение с основными силами ковенантеров, расквартированными в районе Перта. Монтроз не мог допустить объединения этих армий, поэтому он начал наступление в центральную Шотландию наперерез движению Ланарка.
У роялистов была ещё одна причина наступать на юг: 14 июня 1645 г. главная армия короля Карла I была наголову разбита войсками английского парламента в битве при Незби. Положение роялистов в Англии стало угрожающим, Монтрозу было необходимо немедленно идти на помощь королю, чтобы избежать катастрофы.

## Положение сторон
Армия Монтроза выступила из Данкелда, обошла позиции Уильяма Бейли в Перте и через Кинросс и Аллоа вышла к Форту в районе Стерлинга. Переправившись через Форт, роялисты встали лагерем на лугу у деревни Килсайт. Бейли, узнав о движении Монтроза на юг, немедленно двинулся ему вслед, опасаясь, что роялистам удастся разбить отряды Ланарка ещё до их соединения с основной армией. К вечеру 14 августа войска ковенантеров подошли к позициям Монтроза и заняли возвышенность неподалёку от лагеря роялистов.
Генерал Бейли прекрасно осознавал выгоды своего положения: ковенантеры могли ударить в тыл Монтроза, если он атакует подходящий отряд Ланарка, в то же время в случае атаки роялистами основной армии Ланарк сможет прийти на помощь. Поэтому генерал решил дать отдых своим солдатам, совершившим утомительный переход из Перта в Стерлинг. Однако помимо Бейли в армии ковенантеров существовал специальный комитет представителей шотландского парламента (маркиз Аргайл, граф Линдси и другие). Члены комитета, опасаясь, что Монтроз попытается избежать боя и отступит на север, приказали солдатам начать фланговый обход позиций роялистов, чтобы занять высоты, преграждающие Монтрозу путь на север.

## Ход битвы
Фланговый обход в непосредственной близости от позиций роялистов был катастрофической ошибкой командования ковенантеров. Этим немедленно воспользовался Монтроз: кавалерия Гордонов атаковала авангардные части колонны ковенантеров, а шотландские горцы ударили в центр позиций противника. Движение парламентской армии было остановлено. В то же время резервные части ирландцев и шотландских роялистов врезались в уже расстроенные части ковенантеров. Парламентская армия была полностью разбита, почти три четверти её солдат и офицеров были убиты.

## Значение сражения при Килсайте
Генерал Уильям Бейли, маркиз Аргайл и другие лидеры ковенантеров бежали в Берик. Ланарк, узнав о поражении, распустил свои войска и также ушёл в Англию. В Шотландии не осталось ни одной армии ковенантеров. Монтроз стал реальным повелителем страны. Войска роялистов триумфально вступили в Глазго, где Монтроз в качестве наместника короля Карла I объявил о созыве 20 сентября 1645 г. парламента Шотландии. Казалось, правление ковенантеров будет свергнуто. Однако власть Монтроза в стране была иллюзорной: английские роялисты к этому времени были полностью разбиты, парламентская армия Оливера Кромвеля находилась на пике своей мощи, и в самой Шотландии Монтроз не имел сил удержать в повиновении сколь-либо значительные территории.